# Rachispoda eurystyla
Rachispoda eurystyla är en tvåvingeart som beskrevs av Wheeler 1995. Rachispoda eurystyla ingår i släktet Rachispoda och familjen hoppflugor. Inga underarter finns listade i Catalogue of Life.